# Wybory do Parlamentu Europejskiego w Holandii w 2014 roku
Wybory do Parlamentu Europejskiego VIII kadencji w Holandii zostały przeprowadzone 22 maja 2014. Holendrzy wybrali 26 eurodeputowanych. W wyborach wystartowało 19 podmiotów, z czego 7 nie przekroczyło 0,5% głosów. Frekwencja wyniosła 36,75%.
Przed wyborami swoje listy (na potrzeby późniejszego podziału mandatów) zblokowały Apel Chrześcijańsko-Demokratyczny z koalicją ChristienUnie-SGP oraz Partia Pracy z GroenLinks, dzięki czemu chadecy i laburzyści uzyskali więcej mandatów niż ugrupowania, które otrzymały więcej głosów (odpowiednio Demokraci 66 i Partia Socjalistyczna).

## Wyniki wyborów
| Lista wyborcza                                | Lijsttrekker         | Głosy     | %     | Mandaty | Zmiana |
| --------------------------------------------- | -------------------- | --------- | ----- | ------- | ------ |
| Demokraci 66                                  | Sophie in ’t Veld    | 735 825   | 15,48 | 4       | +1     |
| Apel Chrześcijańsko-Demokratyczny             | Esther de Lange      | 721 766   | 15,18 | 5       | –      |
| Partia Wolności                               | Marcel de Graaff     | 633 114   | 13,32 | 4       | −1     |
| Partia Ludowa na rzecz Wolności i Demokracji  | Hans van Baalen      | 571 176   | 12,02 | 3       | –      |
| Partia Socjalistyczna                         | Dennis de Jong       | 458 079   | 9,64  | 2       | –      |
| Partia Pracy                                  | Paul Tang            | 446 763   | 9,40  | 3       | –      |
| ChristenUnie + Polityczna Partia Protestantów | Peter van Dalen      | 364 843   | 7,67  | 2       | –      |
| GroenLinks                                    | Bas Eickhout         | 331 594   | 6,98  | 2       | −1     |
| Partia na rzecz Zwierząt                      | Anja Hazekamp        | 200 254   | 4,21  | 1       | +1     |
| 50PLUS                                        | Toine Manders        | 175 343   | 3,69  | 0       | –      |
| Partia Piratów                                | Matthijs Pontier     | 40 216    | 0,85  | 0       | –      |
| Artikel 50                                    | Daniël van der Stoep | 24 069    | 0,51  | 0       | –      |
| Razem                                         | Razem                | 4 720 600 | 100   | 26      | –      |